# Fédération internationale des centres de préparation au mariage
La Fédération internationale des centres de préparation au mariage (FICPM) cherche à coordonner les efforts pastoraux des Centres de préparation au mariage dans le monde.

## L'histoire du mouvement
L'élan de la FICPM a été donné par le père Alphonse d'Heilly.
- 1964 : Premiers contacts du Père d'Heilly avec quelques responsables nationaux en vue d'une structure internationale.
- 1966 : Projet de fonder une fédération internationale réunissant la France, le Portugal et la Suisse romande.
- 1967 : Première réunion internationale au Portugal avec la participation de la France et du Portugal. Premiers contacts avec l'Espagne.
- 1968 : Deuxième rencontre internationale à Barcelone, y participent la France, le Portugal, la Suisse et l'Espagne.
- 1969 : Genève est le lieu de la troisième rencontre internationale : sont représentés la France, le Portugal, la Suisse et l'Espagne.
- 1970 : La quatrième réunion internationale a lieu à Lisbonne, y participent les pays précités ; ils sont pour la première fois rejoints par l'Italie.
- 1971 : Grenoble accueille la cinquième rencontre internationale en présence de la France, du Portugal, de la Suisse, de l'Espagne et de l'Italie.
- 15 octobre 1997 : le mouvement est reconnu ONG par le NGO Committee on the Family à Vienne.
- 2003 : Accueil de 4 pays comme membres associés issus des pays de l'Europe de l'Est.

## La pédagogie et les objectifs
Elle reprend les principes des CPM : accueil, ouverture et pédagogie inductive au sein de rencontres collectives entre fiancés, couples mariés et autant que possible un prêtre.
La révision de vie (temps de partage en équipe à la lumière de l'Évangile) est l'élément fondamental de la formation des animateurs.

## L'organisation du mouvement
Les pays membres sont :
- La France
- La Belgique
- Le Luxembourg
- L'Italie
- La Suisse
- L'Espagne
- Le Portugal
- Le Canada
- La Hollande
- Madagascar
- La Slovénie

Les pays membres associés sont :
- Fédération des CPM de l'Océan Indien
- Cana movement Malta
- Croatie
- Hongrie
- Slovaquie
- Tchéquie

Les délégués nationaux se réunissent trois fois par an et forment le bureau. Le comité exécutif, élu et renouvelé par tiers sur un mandat de trois ans est composé d'un couple président, d'un couple secrétaire et d'un aumônier, chacun issu d'un pays différent. Chaque année, un congrès international réunit les membres locaux dans un pays différents.